# Solpugyla globicornis
Espèce
Synonymes
- Solpuga globicornis Kraepelin, 1899

Solpugyla globicornis est une espèce de solifuges de la famille des Solpugidae.

## Distribution
Cette espèce est endémique d'Afrique du Sud.

## Description
Le mâle mesure 32 mm et la femelle 44 mm.

## Publication originale
- Kraepelin, 1899 : Zur Systematik der Solifugen. Mitteilungen aus dem Naturhistorischen Museum in Hamburg, vol. 16, p. 195–259 (texte intégral).